# 플루언트 디자인 시스템
플루언트 디자인 시스템(Fluent Design System, 코드명: 프로젝트 네온/Project Neon), 공식 명칭은 마이크로소프트 플루언트 디자인 시스템(Microsoft Fluent Design System)은 마이크로소프트가 2017년에 개발한 디자인 언어이다.
플루언트 디자인은 모든 윈도우 10 장치와 플랫폼을 위해 설계되는 소프트웨어 쓰이는 디자인과 상호작용을 위한 가이드라인을 포함하는 마이크로소프트 디자인 언어 2를 개량한 것이다. 시스템은 다섯 가지 주요 구성 요소에 기반을 두고 있다: Light, Depth, Motion, Material, Scale. 이 새로운 디자인 언어는 모션, 심도, 반투명 효과를 더 현저하게 사용한다.
플루언트로의 변화는 장기간의 프로젝트이다. 예비적인 디자인 측면(특히 "Acrylic" 반투명 효과, 버튼의 "reveal" 효과)들이 윈도우 10, 특히 2017년 10월 출시된 "Fall Creators Update"에 통합되었으며 그와 더불어 출시된 엑스박스 원 시스템 소프트웨어의 업데이트에도 적용되었다. 플루언트의 더 많은 측면들이 시간이 지남에 따라 윈도우에 도입될 예정이다.

## 같이 보기
- 머티리얼 디자인
- 플랫 디자인
- 윈도우 에어로
- 메트로